# Centrum Doświadczalne w Lejre

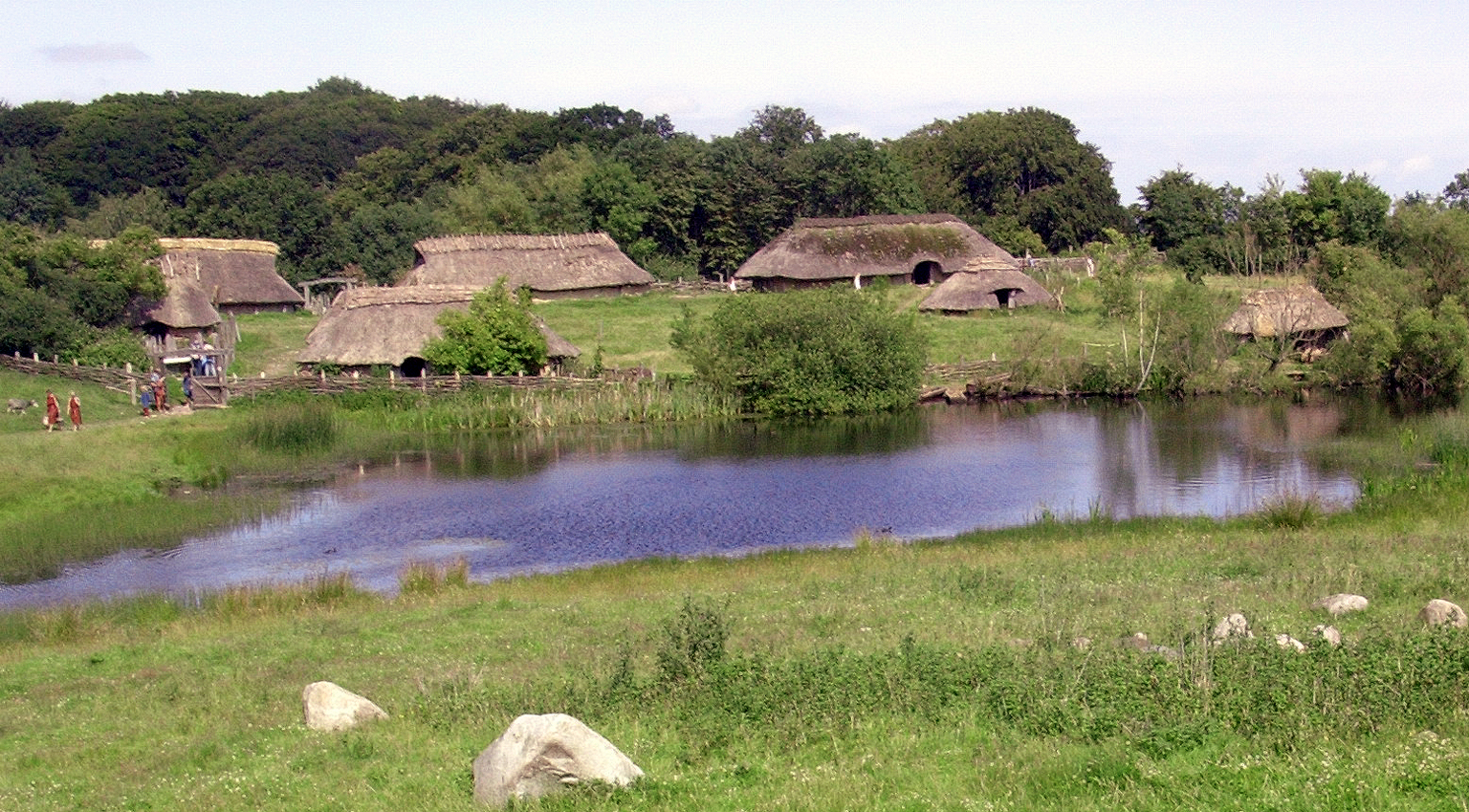
Rekonstrukcja osady z epoki żelaza w Lejre (2004)

Centrum Doświadczalne Lejre (duń. Sagnlandet Lejre) – centrum edukacji archeologicznej w Lejre; obejmuje 43 hektary powierzchni i położone jest w pobliżu Roskilde w Danii. Zostało założone w 1964 roku przez Hansa-Ole Hansena. Naukowcy zrekonstruowali tutaj wioskę z epoki żelaza (500 p.n.e. - 400 n.e.), wioskę wikingów (920 n.e.), obozowisko z epoki kamienia (6000 p.n.e.) i farmę z 1863 roku z towarzyszącymi jej warsztatami rzemieślniczymi, ogrodami, polami. Rekonstrukcje oparte są na świadectwach archeologicznych i dokumentach historycznych.
Naukowcy i studenci mieszkają i pracują w Lejre, odtwarzając role pełnione przez ludzi, którzy żyli kiedyś w Lejre i podobnych miejscach. W ramach doświadczeń zbudowano (a następnie spalono) domostwa i stajnie, hodowano zwierzęta i rośliny uprawne, szyto ubrania, a także gotowano i jedzono pożywienie w ten sam sposób, co ludzie prehistoryczni i historyczni.
Rocznie centrum odwiedzane jest przez około 55 000 turystów i dzieci w wieku szkolnym, przyjeżdżających tu na wycieczki.